# Tinka Offereins
Tinka Offereins, född den 5 oktober 1993 i Amstelveen, är en nederländsk roddare.

## Karriär
Vid olympiska sommarspelen 2024 i Paris ingick Tinka Offereins i det nederländska lag som tog guld i fyra utan styrman.
Vid EM 2025 i Plovdiv tog Offereins guld i fyra utan styrman tillsammans med Nika Vos, Linn van Aanholt och Ymkje Clevering samt var en del av Nederländernas lag som tog silver i åtta med styrman.